# Павлова Вес
Павлова Вес (слч. Pavlova Ves) насељено је мјесто са административним статусом сеоске општине (слч. obec) у округу Липтовски Микулаш, у Жилинском крају, Словачка Република.

## Становништво
| Година:    | 1994. | 2004.    | 2014.   | 2024.    |
| ---------- | ----- | -------- | ------- | -------- |
| Број људи: | 281   | 252      | 251     | 281      |
| Разлика:   |       | -10,32 % | -0,39 % | +11,95 % |

| Година:    | 2023. | 2024.   |
| ---------- | ----- | ------- |
| Број људи: | 284   | 281     |
| Разлика:   |       | -1,05 % |

Према подацима о броју становника из 2011. године насеље је имало 254 становника.